# جون بيرش
جون بيرش (18 يونيو 1955 - ) (بالإنجليزية: John Birch)‏ هو لاعب كريكت بريطاني.

## وصلات خارجية
- جون بيرش على موقع إي آس بي آن كريك إنفو (الإنجليزية)